# UFC on ESPN: Lemos vs. Jandiroba
UFC on ESPN: Lemos vs. Jandiroba (también conocido como UFC on ESPN 60 y UFC Vegas 94) fue un evento de artes marciales mixtas producido por Ultimate Fighting Championship que se llevó a cabo el 20 de julio de 2024 en las instalaciones de UFC Apex. en Enterprise, Nevada, parte del Área Metropolitana de Las Vegas, Estados Unidos.

## Antecedentes
Se espera que una pelea de peso paja femenina entre la ex retadora al Campeonato de Peso Paja Femenino de UFC Amanda Lemos y la ex campeona de peso paja de Invicta FC Virna Jandiroba encabece el evento.
Se programó una pelea de peso pluma entre Dan Ige y Joanderson Brito para el evento. Sin embargo, Brito se vio obligado a retirarse del evento debido a una lesión en la pierna. En este momento, no está claro si los oficiales de la UFC están buscando un reemplazo.
Se programó una pelea de peso mosca femenino entre Tracy Cortez y Miranda Maverick en este evento. Sin embargo, Cortez fue retirada de la cartelera para servir como reemplazo contra la ex dos veces campeona de peso paja femenino de UFC Rose Namajunas una semana antes en UFC on ESPN 59, después de que su oponente original Maycee Barber se retirara. Maverick se enfrentará en cambio a Dione Barbosa.